# Неклочь (Псковская область)
Неклочь — деревня в Тямшанской волости Псковского района Псковской области России.
Расположена в 19 км к юго-западу от города Пскова и в 3 км к юго-востоку от деревни Тямша.

## Население
| 2001 | 2002 | 2010 |
| ---- | ---- | ---- |
| 27   | ↘23  | ↘21  |